# أقليش
أُقْلِيشُ أو إقليش (بالإسبانية: Uclés)‏، هي إحدى بلديات مقاطعة قونكة إحدى مقاطعات إسبانيا، و التي تقع في منطقة قشتالة لا منتشا وسط البلاد، والمائلة لجهة الشرق من إسبانيا.
يبلغ عدد سكانها 257 نسمة وفقاً لإحصائية سنة (2007).